# Bing Yin
Bing Yin (尹兵) est un acteur français d'origine chinoise né le 31 janvier 1962 à Zhengzhou, en Chine.

## Biographie
Fils de Jie Gao, comédienne réputée en Chine, et de Tao Yin, directeur de l'agence de spectacles régionale de la province du Henan, Bing Yin monte sur scène à l'âge de 9 ans. Pendant 4 ans, il étudie le théâtre à l'institut artistique APL de Pékin et joue dans plusieurs pièces, puis, en 1987, il intègre le groupe d'acteurs du August First Film Studio à Pékin. Il est aussi l'interprète de quelques rôles majeurs sur le grand et le petit écran.
En France depuis novembre 1990, il apprend le français à la faculté des Lettres de Nantes. Sa première apparition à la télé française est dans la pub Danone réalisée par Patrice Leconte. En 1997, il tourne dans son premier film français La Mort du Chinois, une comédie de Jean-Louis Benoît. En 1999, il  interprète Zhao, premier rôle masculin dans La Moitié du ciel, un drame d'Alain Mazars, avec Caroline Sihol.
Après des passages à la télévision dans des séries et téléfilms, il joue le rôle de Monsieur Wong, aux côtés de John Travolta et Jonathan Rhys-Meyers dans From Paris with love de Pierre Morel, produit par Luc Besson. La même année, Il tourne aussi dans Banlieue 13 ultimatum de Patrick Alessandrin et OSS 117: Rio ne répond plus de Michel Hazanavicius avec Jean Dujardin. En 2013, Jean-Pierre Mocky le fait jouer à ses côtés dans Calomnie et Le Mystère des jonquilles.
En 2015, il est récompensé du prix du meilleur acteur dans un second rôle au Asians on Film Festival Fall Quarter 2015 à Los Angeles pour Mooncake, un court-métrage de François Yang, cinéaste qu'il retrouve pour  le long-métrage L'âme du tigre.
Dans la nouvelle série pub MAAF, inspiré des films d'espionnages des années 1970, il est le chauffeur de taxi numéro 4.
En 2019, il est en tête d’affiche de Made in China de Julien Abraham dans lequel il incarne le rôle de Meng. En 2021, il interprète Dhong Ling, le père de Frédéric Chau, dans Qu'est-ce qu'on a tous fait au Bon Dieu ?.
Il prête également sa voix pour de nombreuses versions française de films, séries et dessins animés, parmi lesquelles celle de Séraphin dans Matrix Reloaded et Matrix Revolutions, ou celle du Général Shang dans Premier Contact.
Il est membre du jury du 8e Festival du Cinéma Chinois en France en 2018 et à la 20e édition du Festival du court-métrage La Bobine d’Or en 2021.

## Filmographie

### Cinéma

#### Longs métrages
- 1998 : La Mort du Chinois de Jean-Louis Benoît : Tong
- 1999 : L'Homme de ma vie de Stéphane Kurc : le valet thaï
- 2000 : La Moitié du ciel d'Alain Mazars : Zhao
- 2002 : Le Raid de Djamel Bensalah : le tueur Chinois
- 2004 : Casablanca Driver de Maurice Barthélemy : le parieur
- 2009 : Banlieue 13 : Ultimatum de Patrick Alessandrin : Yun
- 2009 : Envoyés très spéciaux de Frédéric Auburtin : Chang
- 2009 : OSS 117 : Rio ne répond plus de Michel Hazanavicius : un tueur  à l'hôtel
- 2009 : Le Concert de Radu Mihaileanu : le patron du café
- 2010 : From Paris with Love de Pierre Morel : Monsieur Wong
- 2010 : Ensemble, c'est trop de Léa Fazer : le premier auditeur
- 2011 : L'Assaut de Julien Leclercq : l'otage vietnamien
- 2012 : Une nuit de Philippe Lefebvre : le chauffeur taxi
- 2012 : Enfants bananes de Cheng Xiaoxing : le narrateur (voix)
- 2013 : Win Win de Claudio Tonetti : Chang
- 2013 : Fonzy d'Isabelle Doval : le chinois méchant
- 2013 : Paulette de Jérôme Enrico : Chang
- 2013 : Cookie de Léa Fazer : le professeur de chinois
- 2013 : Les Profs de Pierre-François Martin-Laval
- 2014 : Le Crocodile du Botswanga de Lionel Steketee et Fabrice Eboué : le chinois
- 2014 : Four One Nine (419) d'Eric Bartonio (d'après le roman de Loulou Dédola) : Victor Wang
- 2014 : United Passions de Frédéric Auburtin : l'entraineur de l'équipe chinoise
- 2014 : Calomnies de Jean-Pierre Mocky : Li Fang
- 2014 : Le Mystère des jonquilles de Jean-Pierre Mocky : Ling Chu
- 2014 : Vine Wars (Qiang hóng / 抢红) de Leon Lai : le père
- 2015 : Paris Holiday (Ba li jia qi / 巴黎假期) de James Yuen : le marié
- 2016 : L'Âme du tigre de François Yang : Tao
- 2017 : Au revoir là-haut d'Albert Dupontel : un travailleur chinois
- 2019 : Made in China de Julien Abraham : Meng
- 2020 : Le voleur rose (Pink Thief) de Mustafa Ozgun : le poète chinois
- 2021 : Happy Night de Mustafa Ozgun : le patron
- 2022 : Qu'est-ce qu'on a tous fait au Bon Dieu ? de Philippe de Chauveron : Dhong Ling
- 2024 : Commis d'office de Stéphane Garrigues : Daniel Wang

#### Courts métrages
- 2001 : Chez Lulu de Robert Sitbon
- 2003 : Black Shabbat de Benjamin Alimi
- 2003 : Wenzhou de Matthieu Vinel
- 2003 : Vous êtes tous pareils de Pablo Guirado Garcia
- 2006 : Entre deux rives de Claire Hoang
- 2008 : Prélude and Gloria de Florian Jeandel
- 2013 : Entre chien et loup de Caroline Chu et Christopher Tram : Yang
- 2013 : Mooncake de François Yang : le père
- 2014 : La Muselière de Maximilian Bardier Rosenthal : le mari
- 2014 : Xia de Fred Bargain : Tao
- 2015 : Quand le jour se lève d'Espérance Pham Thai Lan : le lieutenant
- 2016 : Des hommes à la mer de Lorris Coulon : le capitaine
- 2022 :  Mannschaft de Julien Gauthier : le mafieux Wang Min
- 2024 : Le 4ème singe de Xin Wang

### Télévision

#### Téléfilms
- 2001 : Villa mon rêve de Didier Grousset : le restaurateur
- 2003 : Rêves en France de Pascal Kané : le grossiste
- 2008 : Little Wenzhou de Sarah Lévy : Monsieur Tao
- 2009 : La Taupe 2 de Vincenzo Marano : un habitant
- 2011 : La Grève des femmes de Stéphane Kappes : Tsang Maï

#### Séries télévisées
- 2001 : Rastignac ou les Ambitieux, 2 épisodes d'Alain Tasma : Monsieur Chang
  - Saison 1, épisode 2
  - Saison 1, épisode 3
- 2001 : Marc Eliot, de Christiane Lehérissey
- 2002 : Police District, 1 épisode de Jean-Teddy Filippe
- 2006 : Commissaire Cordier, 1 épisode de Michaël Perrotta : le traducteur
  - Saison 1, épisode 3 : Rapport d'expertise
- 2006 : PJ, 1 épisode de Christian François : Monsieur Hu
  - Saison 10, épisode 9 : À titre posthume
- 2006 : Rêve du printemps derrière le voile (You Jian Yi Lian You Meng / 又见 一帘幽梦) de Tsang Lai Chun
- 2008 : Paris 16e de Frédéric Demont
- 2009 : La Fille au fond du verre à saké d'Emmanuel Sapolsky
- 2010 : Les Bleus, premiers pas dans la police, 1épisode d'Alain Tasma :  le boss
  - Saison 3, épisode 6 : À mains nues
- 2011 : Forget About It de Rob Sitbon
- 2012 : Ainsi soient-ils, 2 épisodes de Rodolphe Tissot : le Père André Feng 
  - Saison 1, épisode 3
  - Saison 1, épisode 5
- 2014-2015 : Ex-Model, 5 épisodes d'Emmanuel Sapolsky
  - Saison 1, épisode 2 : The Competition
  - Saison 1, épisode 5 : The Job
  - Saison 1, épisode 9 : Beijing Poker
  - Saison 1, épisode 10 : Chinese Love Doll
  - Saison 2, épisode 9 : The Invitation
- 2015 : L'Homme de la situation, 1 épisode de Stéphane Kappes
  - Saison 1, épisode 3 : Irène
- 2015 : Hard, 1 épisode de Mélissa Drigeard :  Lao Bai
  - Saison 3, épisode 4
- 2016 : Scènes de ménages de Francis Duquet
- 2017 : L'Accident d'Edwin Baily
- 2017 : La Case du siècle, 1 épisode de Laurent Portes
  - Le jour où le sud a gagné sa liberté: L'Indochine
- 2018 : Détox d'Emmanuel Sapolsky et Wang Xin
- 2020 : Je te promets, 1 épisode d'Arnaud Sélignac : le client asiatique de Mathis
  - Saison 1, épisode 1 : Le grand soir
- 2020 : Tout le monde veut te rencontrer (Shui Dou Ke Wang Yu Jian Ni / 谁都渴望遇见你) de Hsu Fu Hsiang[7]
- 2021 : La chance de ta vie de Chris Niemeyer
- 2022 : Drôle de Farid Bentoumi et Bryan Marciano
- 2024 : Les Invisibles de Chris Briant : Tao Zhang
  - Saison 4

## Théâtre (en Chine)
- 1985 : Le Premier et le dernier de John Galsworthy
- 1986 : Le Marchand de Venise de William Shakespeare
- 1987 : Retour aux sources de Hong-Guang Shen
- 1987 : Intrigue et amour de Friedrich Schiller

## Doublage

### Cinéma

#### Films
- Collin Chou dans :
  - Matrix Reloaded (2003) : Séraphin
  - Matrix Revolutions (2003) : Séraphin
- 1999 : The Road Home : Luo Yusheng (Sun Honglei)
- 2001 : Ocean's Eleven : Yen (Shaobo Qin)
- 2006 : Casino Royale de Martin Campbell : Futuku (Tom So)
- 2006 : Hyper Tension : ? ( ? )
- 2010 : Valentine's Day de Garry Marshall : le fleuriste (Calvin Jung)
- 2011 : Contagion de Steven Soderbergh : ? ( ? )
- 2012 : Premium Rush : voix additionnelles
- 2015 : Invincible  : le traducteur (Shinji Ikefuji)
- 2016 : Premier Contact (Arrival) de Denis Villeneuve : le général Shang (Tzi Ma)
- 2020 : Birds of Prey de Cathy Yan : Doc (Dana Lee)

### Télévision

#### Séries télévisées
- 2011-2012 : La Loi selon Harry (Harry's Law), série télévisée : Fung Lao (Kaidy Kuna)
- 2012 :  dans Hemingway & Gellhorn, téléfilm de Philip Kaufman : M. Ma (Keone Young)

#### Séries d'animation
- 2016 : Miraculous : Les Aventures de Ladybug et Chat Noir : Wang Cheng

## Distinction
- 2015 : Meilleur second rôle masculin au Asians on Film Festival of Shorts Fall Quarter de Los Angeles, pour Mooncake de François Yang